# سوتک

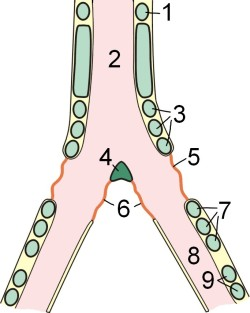
نگاره‌ای الگو وار از یک سوتک ۱- آخرین حلقه غضروفی آزاد نای
۲- پرده
۳- اولین گروه حلقه‌های موسیقاری
۴- pessulus,
5- membrana tympaniformis lateralis,
6- membrana tympaniformis medialis,
7- second group of syringeal rings,
8- main bronchus,
9- bronchial cartilage

سوتَک (به انگلیسی: Syrinx)، یا خشکنای زیرین، نام عضو آوازی پرندگان است. محل آن در نای پرندگان است و پرندگان می‌توانند بدون داشتن تارهای صوتی که در بدن پستانداران وجود دارد، صدا تولید کنند. سوتک یک ساختار استخوانی در پایین خرخره جانور است (برخلاف حنجره که در پستانداران در قسمت فوقانی قرار دارد) سوتک در قاعده نای قرار دارد.
صدا از ارتعاشات ناشی از دیواره سوتک تولید می‌شود. در برخی از پرندگان مانند کرکس سیاه این عضو وجود ندارد. همچنین برخی دیگر از پرندگان (مانند طوطی یا مرغ مینا) با استفاده از این عضو توانایی تقلید صدای انسان را دارند. برخلاف حنجره در بدن پستانداران، سوتک نزدیک به دو شاخهٔ تقسیم در ریه‌ها قرار دارد و به همین دلیل بعضی از پرندگان آوازخوان می‌توانند بیش از یک صدا در زمان تولید کنند.
سوتک گاهی کیسه هوای احاطه کننده امواج صدا را طنین انداز می‌کند و به کمک آن پرنده هوا را خارج می‌کند. پرنده صدا را توسط تغییر در کشیدگی غشا و میزان بلندی صدا را توسط تغییر فشار بازدم کنترل می‌کند. با این کار هر دو طرف خرخره به‌طور مستقل کنترل می‌شوند و به این صورت بعضی گونه‌ها می‌توانند دو صدا را در یک زمان تولید کنند.
در میان گنجشک‌سانان (پرندگان آوازه خوان) مرغ چنگ پیچیده‌ترین سوتک را دارد. این پرنده توانایی بی مانندی در درآوردن صداهایی که می‌شنود دارد بدون آنکه تغییر زیادی در آن بدهد. برای نمونه صدای جانوران پیرامونش مانند دینگو، سگ و کوآلا یا صدای آوازهای تکی پرندگان یا پچ پچ‌های میان آن‌ها را به خوبی بازسازی می‌کند، علاوه بر آن صدای سوت، موتور درون‌سوز، ارهٔ دستی چوب، ارهٔ زنجیری، دزدگیر خودرو، آژیر آتش، تفنگ، صدای بسته شدن دریچهٔ دوربین عکاسی هنگام عکس گرفتن، گریهٔ نوزاد و حتی صدای صحبت انسان را بازسازی می‌کند. البته بازسازی صدای انسان کمی برای آن غیرمعمول است.

## عملکرد
دانشمندان بر این فرضیه‌اند که صدای پرندگان طی گزینش جفت‌گیری تکامل یافته است و تجربیات نشان می‌دهند که کیفیت صدای پرنده می‌تواند نشانگر خوبی برای سلامتی باشد. همچنین تجربیات نشان می‌دهند که انگل‌ها و بیماری‌ها مستقیماً روی صدا تأثیر دارند.
ارتباطات بین پرندگان می‌تواند فردی یا گروهی باشد. بسیاری از پرندگان در هنگام تماس با هم آواز دونفره می‌خوانند یا باهم صدا تولید می‌کنند. برخی از پرندگان در تقلید صدا عالی هستند. در برخی از گونه‌های گرمسیری مانند دراگون‌ها تقلید صدا بسیار رویت شده است.
محدوده شنوایی پرندگان کمتر از ۵۰ هرتز و بالای ۲۰ کیلو هرتز و با حساسیت حداکثر بین ۱ تا ۵ هرتز است. طیف وسیعی از فرکانس‌های صدای پرنده بسته به کیفیت زیستگاه و صدای محیط دارد. در گونه‌های مختلف بسامد و زمان اجرا متفاوت می‌باشد.